# Vampyressa
Vampyressa is een geslacht van zoogdieren uit de familie van de bladneusvleermuizen van de Nieuwe Wereld (Phyllostomidae). De wetenschappelijke naam van het geslacht werd in 1900 gepubliceerd door Oldfield Thomas.

## Soorten
Er worden 6 soorten in dit geslacht geplaatst:
- Vampyressa elisabethae V. da C. Tavares, A. L. Gardner, Ramírez-Chaves, & Velazco, 2014
- Vampyressa melissa O. Thomas, 1926
- Vampyressa pusilla (J. A. Wagner, 1843)
- Vampyressa thyone O. Thomas, 1909
- Vampyressa villai Garbino, Hernández-Canchola, León-Paniagua, & V. da C. Tavares, 2024
- Vampyressa voragine Morales-Martínez, Rodríguez-Posada, & Ramírez-Chaves, 2021